# گارث فودن
گارث فودن (انگلیسی: Garth Fowden؛ زادهٔ ۱۴ ژانویهٔ ۱۹۵۳) مورخ، و استاد دانشگاه در دانشگاه کمبریج از سال ۲۰۱۳ تا ۲۰۲۰ بود.
وی همچنین برندهٔ جوایزی همچون عضو آکادمی بریتانیا شده‌است.

## آثار
- کتاب  امپراتوری به مشترک المنافع: پیامدهای توحید در اواخر باستان [۱]